# Pseudicius arabicus
Pseudicius arabicus är en spindelart som först beskrevs av Wesolowska, van Harten 1994.  Pseudicius arabicus ingår i släktet Pseudicius och familjen hoppspindlar. Inga underarter finns listade i Catalogue of Life.